# Смердь
Смердь — річка в Білорусі в Лунинецькому районі Берестейської області. Ліва притока річки Прип'яті (басейн Дніпра).

## Опис
Довжина річки 37 км, похил річки 0,3 м/км, площа басейну водозбору 502 км², середньорічний стік 2 м³/с. Формується притоками та безіменними струмками.

## Розташування
Бере початок після злиття двох каналів за 1,5 км на північно-західній стороні від села Міжлісся. Тече переважно на південний схід через село Лахва і на південно-західній стороні від села Лахавка впадає в річку Прип'ять, праву притоку річки Дніпра.